# Le Café de nuit
Le Café de nuit est une peinture réalisée à Arles, en septembre 1888, par le peintre néerlandais Vincent van Gogh. Son titre est inscrit en bas à droite sous la signature. Après avoir été la propriété du collectionneur russe Ivan Morozov, ce tableau fait désormais partie des collections de la Yale University Art Gallery à New Haven aux États-Unis.

## Genèse
Vincent van Gogh imagine ce tableau dès le mois d'août 1888. Il en évoque l’idée dans une lettre non datée adressée à son frère Théo : « Je vais aujourd'hui probablement commencer l’intérieur du café où je loge, le soir au gaz.
C'est ce qu'on appelle ici un « café de nuit » ; ils sont assez fréquents ici qui restent ouverts toute la nuit. Les « rôdeurs de nuit » peuvent y trouver un asile donc, lorsqu’ils n’ont pas de quoi se payer un logement ou qu'ils sont trop saouls pour y être admis. »
Finalement le projet est décalé mais dès début septembre Vincent veille pendant trois nuits consécutives pour réaliser ce tableau, dormant la journée. Le 8 septembre le tableau est terminé,.
Aussitôt après, il l'expose dans sa chambre de la Maison Jaune.

## Le tableau

### Description
Le tableau représente le café de la Gare, sur la place Lamartine d’Arles (quartier de la Cavalerie), tenu par Joseph Michel et son épouse Marie Ginoux qui, en novembre 1888, ont posé pour Van Gogh et Gauguin. 
La scène, comme l'indique le titre du tableau, se passe la nuit, précisément à minuit et quart d'après l'heure affichée sur l'horloge du fond de la salle. Dans cette grande pièce haute de plafond caractéristique des cafés provençaux du XIXe siècle, et éclairés par des lampes à gaz, figurent au centre un billard français et, tout autour, des tables et les chaises. 
Le café est peu animé. Sous le regard du garçon de café (ou d'un client debout), un couple et quelques rares clients assoupis traînent leur solitude jusque tard dans la nuit.

### Analyse
Le tableau est organisé en larges bandes colorées rouges, vertes et jaunes, structures auxquelles se rajoute un cercle composé des tables et des chaises centré sur le billard central. Ce billard, éclairé verticalement, projette une ombre imposante au milieu de la salle. Chose étrange, il s'agit de la seule ombre représentée. Cette œuvre illustre les recherches chromatiques du peintre avec l'emploi de couleurs complémentaires, en particulier ici, le rouge et le vert. Van Gogh lui-même commente cette œuvre :
« ... Je viens de terminer une toile qui représente un intérieur de café la nuit éclairé par des lampes. Quelques pauvres rôdeurs de nuit dorment dans un coin. La salle est peinte en rouge et là-dedans sous le gaz le billard vert qui projette une immense ombre sur le plancher. Dans cette toile il y a six ou sept rouges différents depuis le rouge sang jusqu'au rose tendre faisant opposition à autant de verts pâles ou foncés. »
Ce tableau est très symbolique : Van Gogh est abandonné par ses amis, et ceux qui sont encore là lui sont indifférents. Ce qui illustre cela sont les tables abandonnées, les chaises dispersées et les gens inexpressifs présents dans la scène. Mais toutes les voies ne sont pas fermées : la porte au fond de la salle est ouverte sur une autre porte, et le bouquet de fleurs renforce cette idée d’espoir.

## Influences

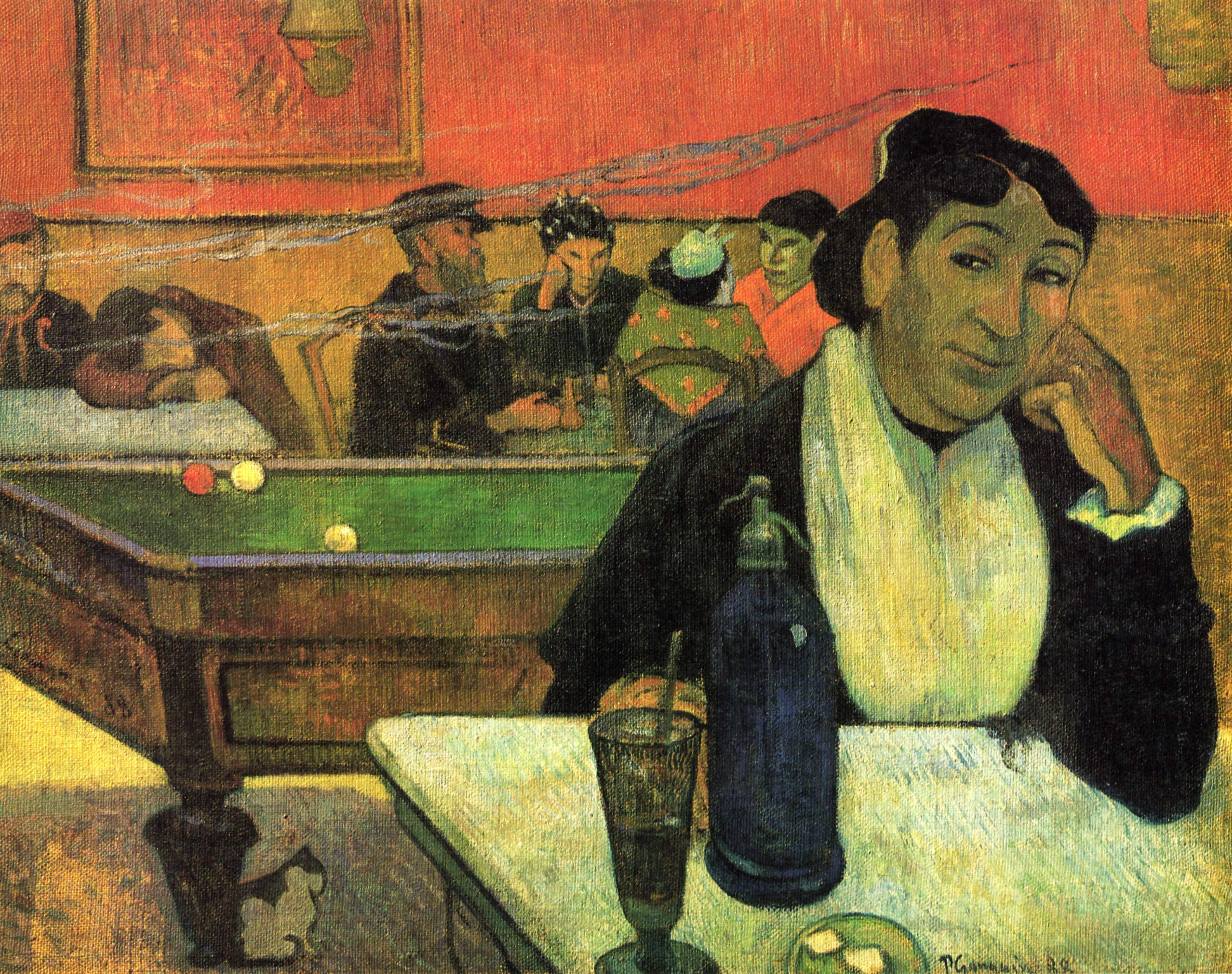
Paul Gauguin - Café de nuit (Arles - 1888)

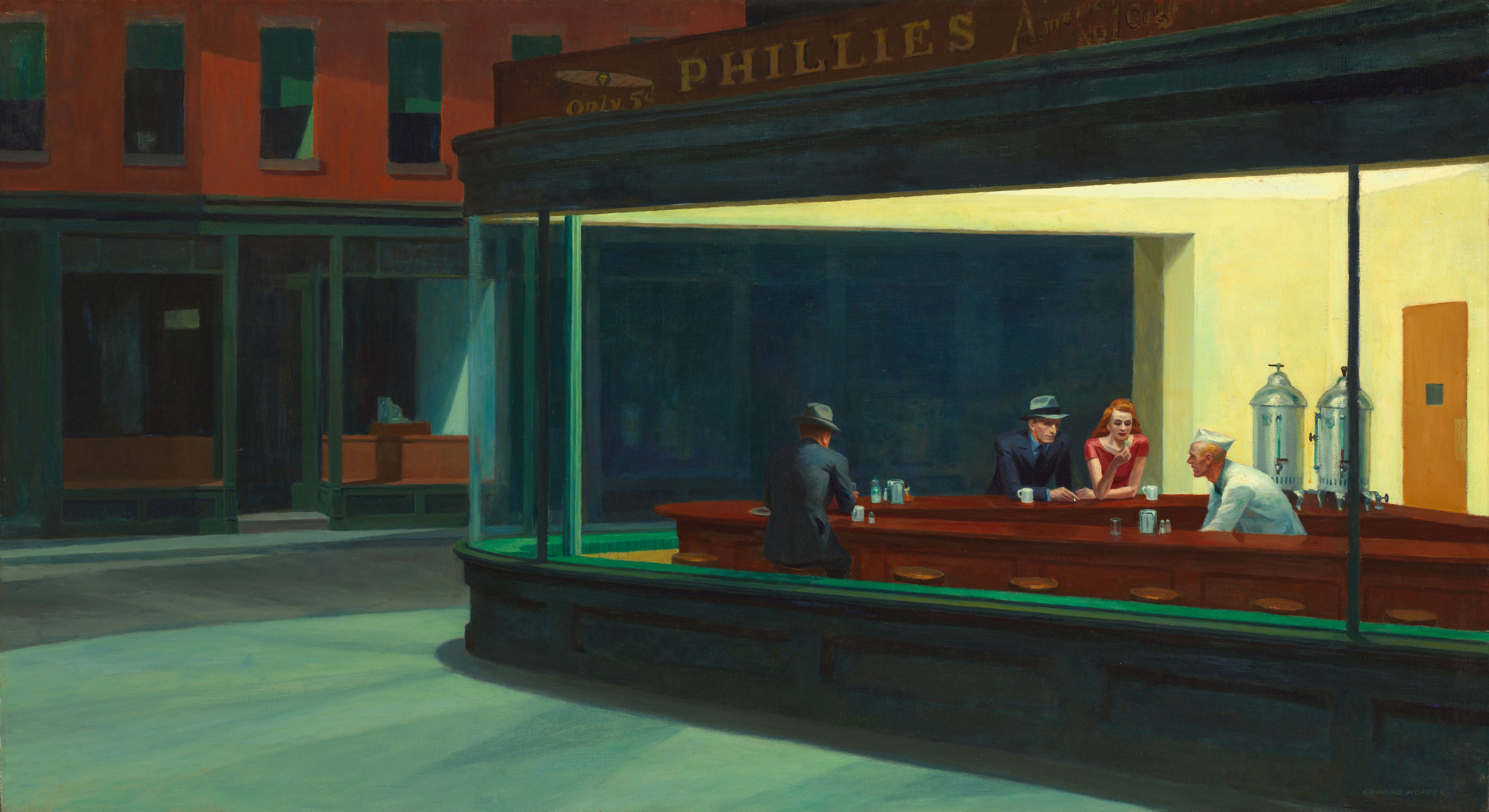
Edward Hopper - Nighthawks

Par ce tableau et d'autres comme La Vigne rouge, van Gogh ouvre la voie au fauvisme.
Paul Gauguin, qui rejoint van Gogh à Arles, peindra également ce café en novembre 1888 avec la même gamme chromatique.
On peut également effectuer le rapprochement avec le tableau  Nighthawks (Oiseaux de nuit), d'Edward Hopper reproduisant le dispositif spatial particulièrement efficace que constitue cet aquarium qui donne ses occupants en spectacle et projette sur le trottoir et les façades avoisinantes sa lumière violemment artificielle. Tout comme Le Café de nuit, ce tableau utilise trois couleurs principales, le rouge, le jaune et le vert.

## Histoire du tableau
Le tableau, qui était autrefois dans la collection d’Ivan Morozov à Moscou, a été vendu par l'État soviétique dans les années 1930,. Le Café de nuit est actuellement exposé à la galerie d’art de l’université Yale aux États-Unis.